# أذينة إيشيل
أذينة إيشيل (الاسم العلمي: Phlomis isiliae) هو نوع نباتي يتبع جنس الأذينة من الفصيلة الشفوية.